# Citrus Heights
Citrus Heights è un centro abitato (City) degli Stati Uniti d'America, situato nella contea di Sacramento dello Stato della California.